# Взятие Ходжента
Взятие Ходжента — взятие русскими войсками под командованием генерала Романовского кокандской крепости Ходжент в мае 1866 года, в ходе завоевания Средней Азии.

## Предыстория
Разгромив бухарские войска в Ирджарской битве, генерал Романовский не стал преследовать отступающих к Самарканду бухарцев, а направился к кокандской крепости Ходжент. Дав на Ирджаре необходимый отдых войскам, приведя там в порядок свой обоз и отправив оттуда на пароходе в Чиназ захваченные трофеи, 14 мая Романовский направился к небольшой кокандской крепости Нау, и занял её без всякого пролития крови. 15 и 16 мая захваченная крепость была укреплена, в ней оставлено 2 роты, 2 орудия и команда казаков.
17 мая со всеми остальными войсками Чиназского отряда Романовский прибыл к Ходженту. 18 и 19 мая были произведены рекогносцировки по правому и левому берегам Сыр-Дарьи, причем не обошлось без перестрелки, с защитниками крепости. Ходжент гордился тем, что силой никогда и никем взят не был, он не жалел средств на усиление своих крепостных стен и сделал из них действительную твердыню. Городская ограда, простирающаяся в длину до 11-ти верст, вся состояла из двойного ряда весьма высоких и толстых стен, усиленных башнями и барбетами. Подробный осмотр городских стен убедил генерала Романовского, что лучшим средством для овладения большим городом, при данных обстоятельствах, являлся штурм; но на успех его можно было надеяться только при совершенной неожиданности его выполнения.

## Взятие
В течение семи дней Романовский обстреливал город из артиллерии и вел к нему траншеи. В ночь с 19-го на 20 мая были заложены батареи: две на правом берегу и две на левом, которые с рассветом и открыли огонь. На всех четырёх батареях действовало 18 орудий
и две мортиры. Огонь продолжался беспрерывно в течение всего дня, до 10 часов вечера, усиливаясь одновременно со всех сторон в 8, 12 и 4 часа. Результатами усиленного бомбардирования были суматоха и смущение: в то же время произошло несколько пожаров.
В два часа дня 24 мая две колонны пехоты пошли на штурм. Войска, имея при себе штурмовые лестницы, расположились с раннего утра укрыто, в 150 саженях от стены, и четыре полевые орудия тотчас же открыли огонь по крепости. Действие батареи, заложенной на столь близком расстоянии, было очень удачно. Артиллерийской огонь неприятеля замолк, многие зубцы стены были сбиты, и вообще эта последняя значительно повреждена. Первая колонна под началом капитана Михайловского смогла с помощью штурмовых лестниц подняться на стены в северной части крепости. Вторая — капитана Баранова — преодолела восточную стену и открыла ворота подоспевшему резерву. Кроме того, была предпринята атака на северную стену силами десанта с баркаса, пришедшего по Сырдарье. Пока шла упорная борьба, капитан Баранов, быстро бросившись со своими ротами к Каленауским воротам, несмотря на сильный огонь, успел поставить лестницы и, под градом пуль, картечей и камней, взлез на первую стену, проломил ворота, и, внеся через них лестницы, скоро взошел и на вторую стену. Ворота второй стены также были разбиты, и обе роты вошли в город. Вслед за ними направлен был и резерв майора Назарова, который, двинулся прямо в цитадель, а частью был направлен для поддержания колонны капитана Михайловского. Туда же Романовский направил из главного резерва полсотни казаков под начальством гвардии поручика князя Барятинского и роту пехоты под начальством штабс-капитана Кириченко.

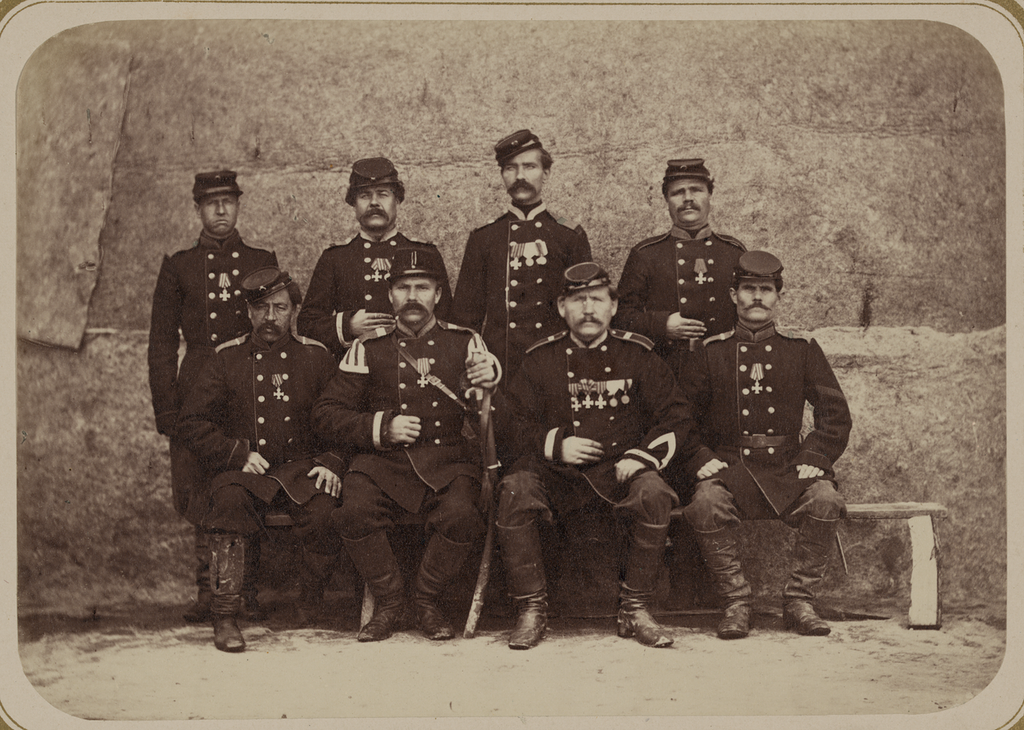
Георгиевские кавалеры за взятие Ходжента

Соединившись внутри крепости, русские захватили цитадель и сбросили со стен, вражеские орудия. К семи часам вечера город сдался. При штурме было убито более 2500 кокандцев и всего лишь 5 русских. Трупы собирали и хоронили в течение недели. Кроме того, многочисленные раненые на третий день после занятия Ходжента, стали приходить на перевязочные пункты к русским, с просьбой о помощи. Число их было так велико, что при всей неутомимости и самоотвержении во время боя, по необходимости, должны были ждать очереди по нескольку дней. В результате кровопролитной битвы было захвачено множество ружей, значков, фальконетов и другого оружия, 13 орудий и одно большое кокандское знамя. Узнав о взятии Ходжента, генерал Крыжановский писал Романовскому: «Вследствие сего не должно быть заключено с Кокандом никакого формального мирного договора, могущего связать наши дальнейшие действия, но было бы полезно продлить с ним переговоры до того времени, пока силы наши дозволят окончательное завоевание этой области».

Своё донесение о взятии Ходжента генерал Романовский оканчивает так: 
«Как ни значительна наша потеря, как ни высок истинно геройский дух здешних войск и их частных начальников, но нельзя не признать, что столь быстрым овладением Ходжента мы много обязаны тому обстоятельству, что войска направились к этому городу вслед за разбитием на голову армии эмира. Оставленный бухарцами, не имев времени установить прочных связей с Кокандом, Ходжент не мог приготовиться к обороне должным образом. Численность его артиллерии и гарнизона не соответствовали ни упорному духу защитников, ни протяжению верков. Только при подобных благоприятных обстоятельствах можно было решиться на штурм. В противном случае открытый штурм крепости, подобной Ходженту, был бы немыслим, и овладеть этим сильно укрепленным и многолюдным городом можно бы было только посредством правильной осады, для которой, само собою разумеется, неизбежно потребовались бы огромные средства и весьма много времени».